# Anyós
Pour les articles homonymes, voir Anyos.
Anyós (prononcé /əˈɲos/ en catalan et localement /aˈɲos/), est un village d'Andorre situé dans la paroisse de La Massana, qui comptait 945 habitants en 2021.

## Toponymie
Joan Coromines voit en Anyós un toponyme pré-roman bascoïde formé possiblement sur l'adjectif otz signifiant « froid ». Il propose une construction en angi otz (« pâturage froid »). Cette explication se heurte au fait que le village d'Anyós bénéficie d'une exposition solaire satisfaisante compte tenu de sa localisation sur une colline dégagée dominant la Valira.
Plusieurs formes anciennes du toponyme sont attestées dans des documents du Moyen Âge,,. La forme Nos / Enos, présente sur un écrit daté de 1176, est la plus ancienne orthographe connue. On retrouve ultérieurement les formes Ainos et Anhos.

## Géographie

### Localisation
Le village d'Anyós est situé à 1 307 m d'altitude sur une colline dominant la rive gauche de la Valira del Nord à l'ouest et le riu dels Cortals au nord. Cette situation en hauteur offre d'ailleurs (notamment depuis l'église) un point de vue sur La Massana et sur la vallée d'Arinsal.
La route CS-310 relie Anyós à la route CG-3 par l'intermédiaire du pont d'Anyós et permet ainsi d'accéder à La Massana distante de seulement 2 km. La route CS-310 se continue également à l'est jusqu'au col de Beixalís, permettant de basculer ensuite vers Encamp (7,5 km). Enfin la route CS-335 part du village en direction du nord jusqu'à Ordino (5 km).

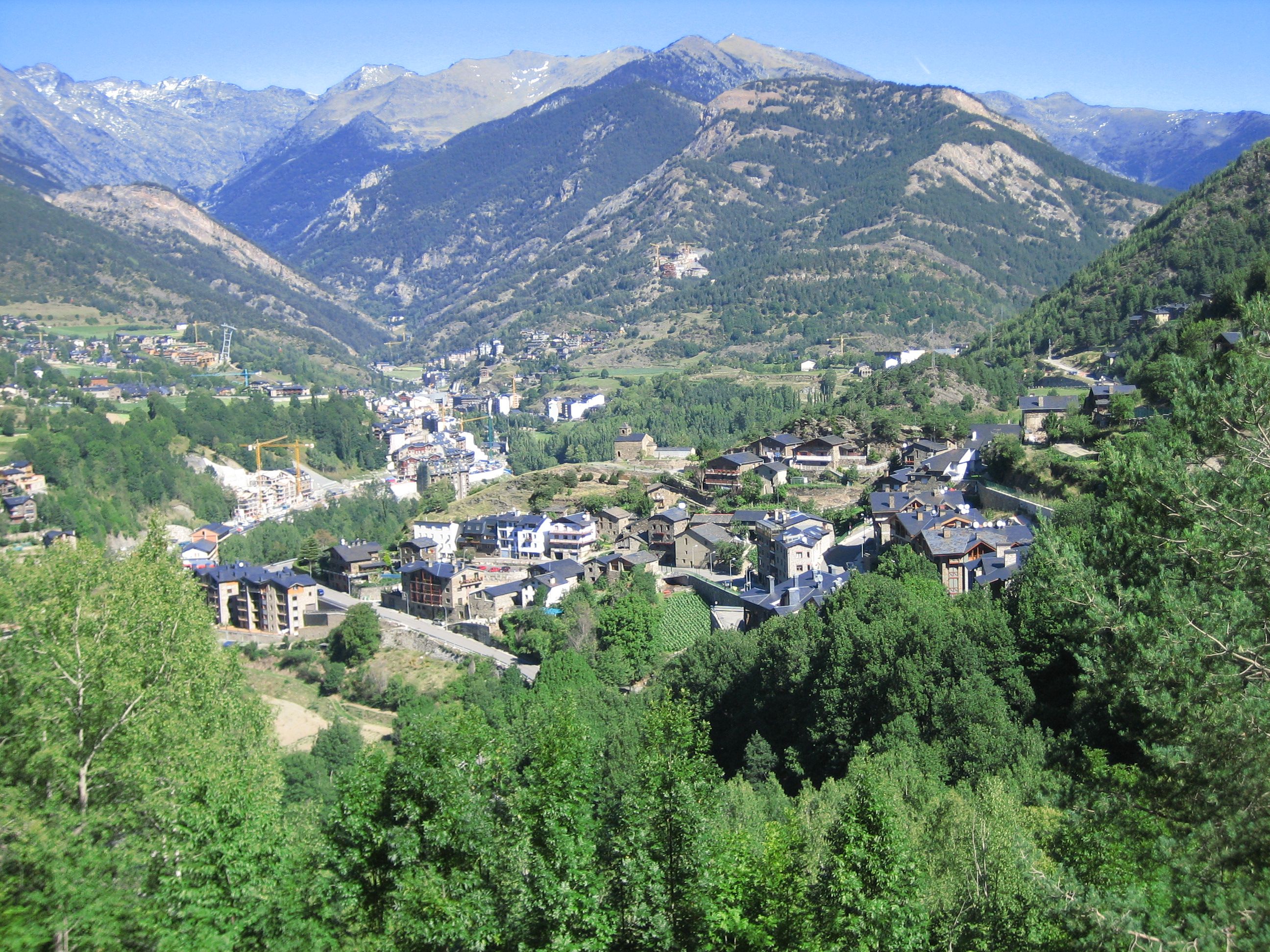
Vue du village d'Anyós.
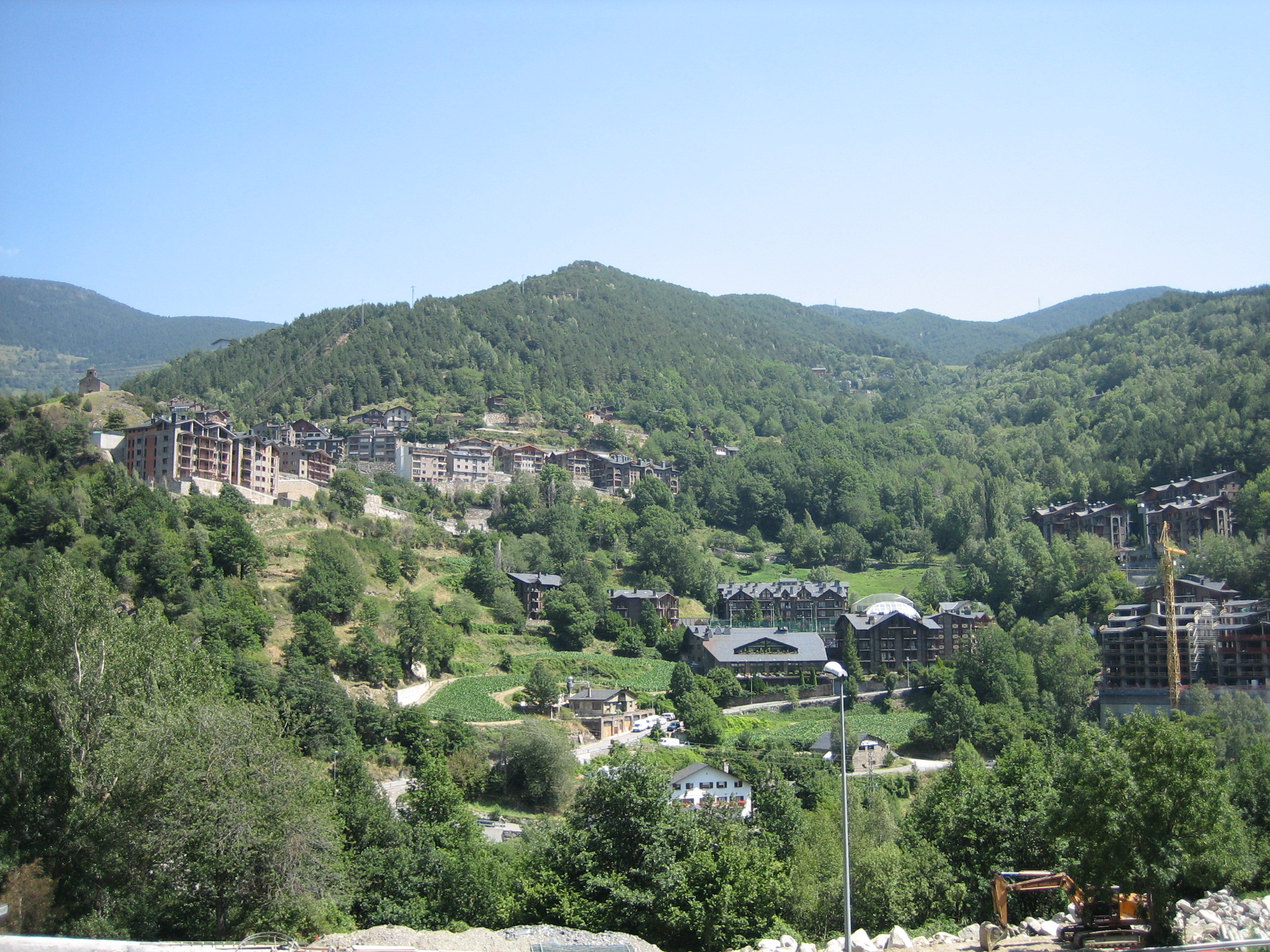
Anyós depuis la route de Sispony.

### Climat
| Mois                              | jan. | fév. | mars | avril | mai  | juin | jui. | août | sep. | oct. | nov. | déc. | année |
| --------------------------------- | ---- | ---- | ---- | ----- | ---- | ---- | ---- | ---- | ---- | ---- | ---- | ---- | ----- |
| Température minimale moyenne (°C) | −2,2 | −2   | −0,1 | 2     | 5,7  | 9,5  | 11,9 | 11,7 | 8,6  | 5,3  | 1,2  | −1,3 | 4,2   |
| Température moyenne (°C)          | 1,9  | 2,9  | 5,6  | 7,2   | 11,1 | 15,4 | 18,4 | 18   | 14,5 | 10,4 | 5,4  | 2,5  | 9,5   |
| Température maximale moyenne (°C) | 6,1  | 7,8  | 11,2 | 12,5  | 16,5 | 21,3 | 24,9 | 24,5 | 20,5 | 15,5 | 9,5  | 6,4  | 14,7  |
| Précipitations (mm)               | 56,3 | 31,3 | 43,3 | 76,8  | 95,7 | 86,8 | 63,8 | 82,2 | 84,1 | 80,4 | 84,6 | 67   | 852,1 |

## Patrimoine
- Anyós abrite l'église Sant Cristòfol d'Anyós, construite au XIIe siècle, en l'honneur de Sant Cristòfol (saint patron du village). Elle est classée édifice protégé d'Andorre.
- Le centre d'Anyós consiste en d'étroites rues pavées typiques des villages andorrans traditionnels.
- La fête du village (Festa major) a lieu chaque 10 juillet et coïncide avec le jour où est fêté Sant Cristòfol. Ce dernier étant le saint patron des voyageurs et des automobilistes, une bénédiction de véhicules a lieu en cette occasion devant l'église du village[10].

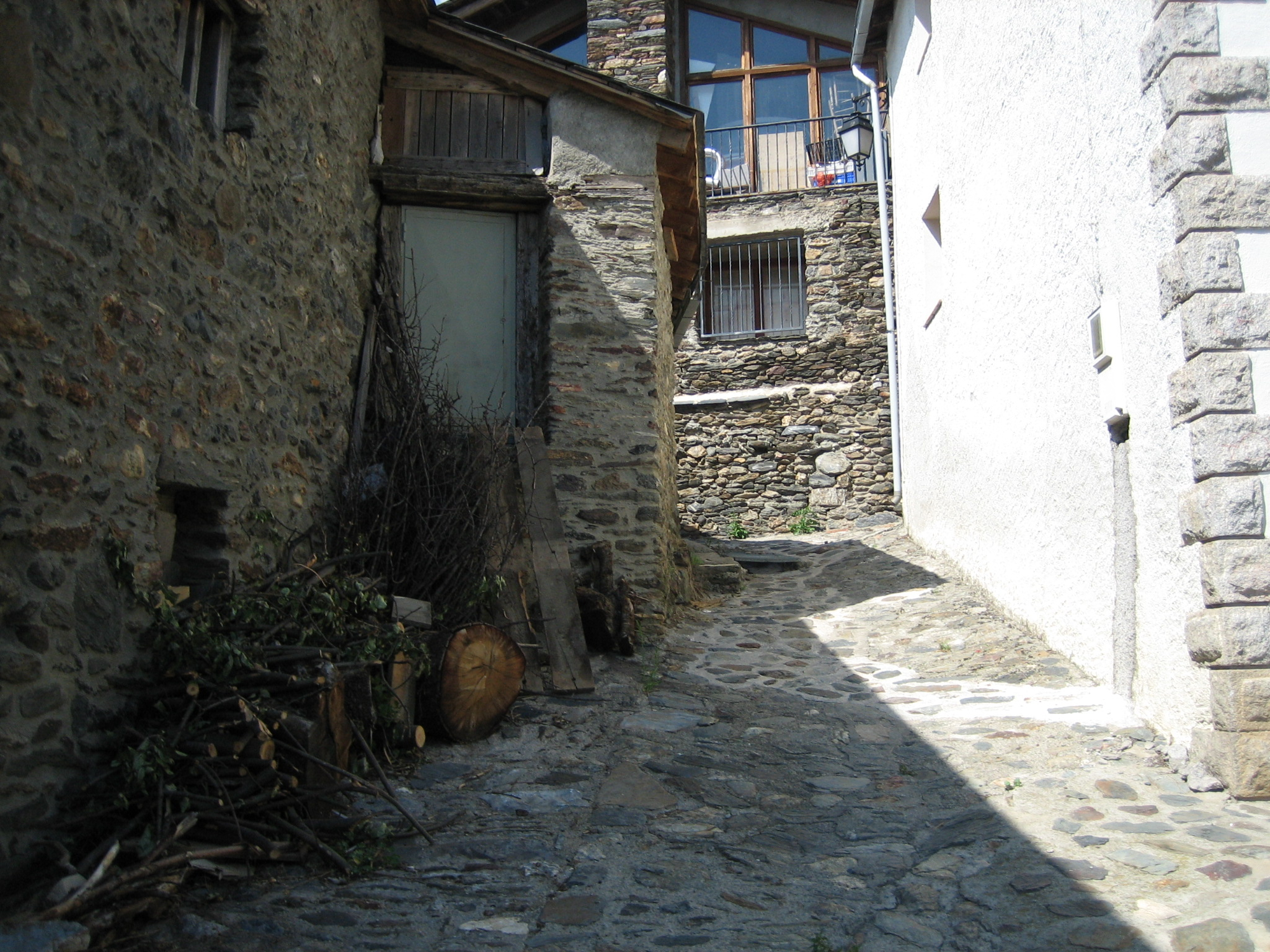
Camí de les Corts Noves
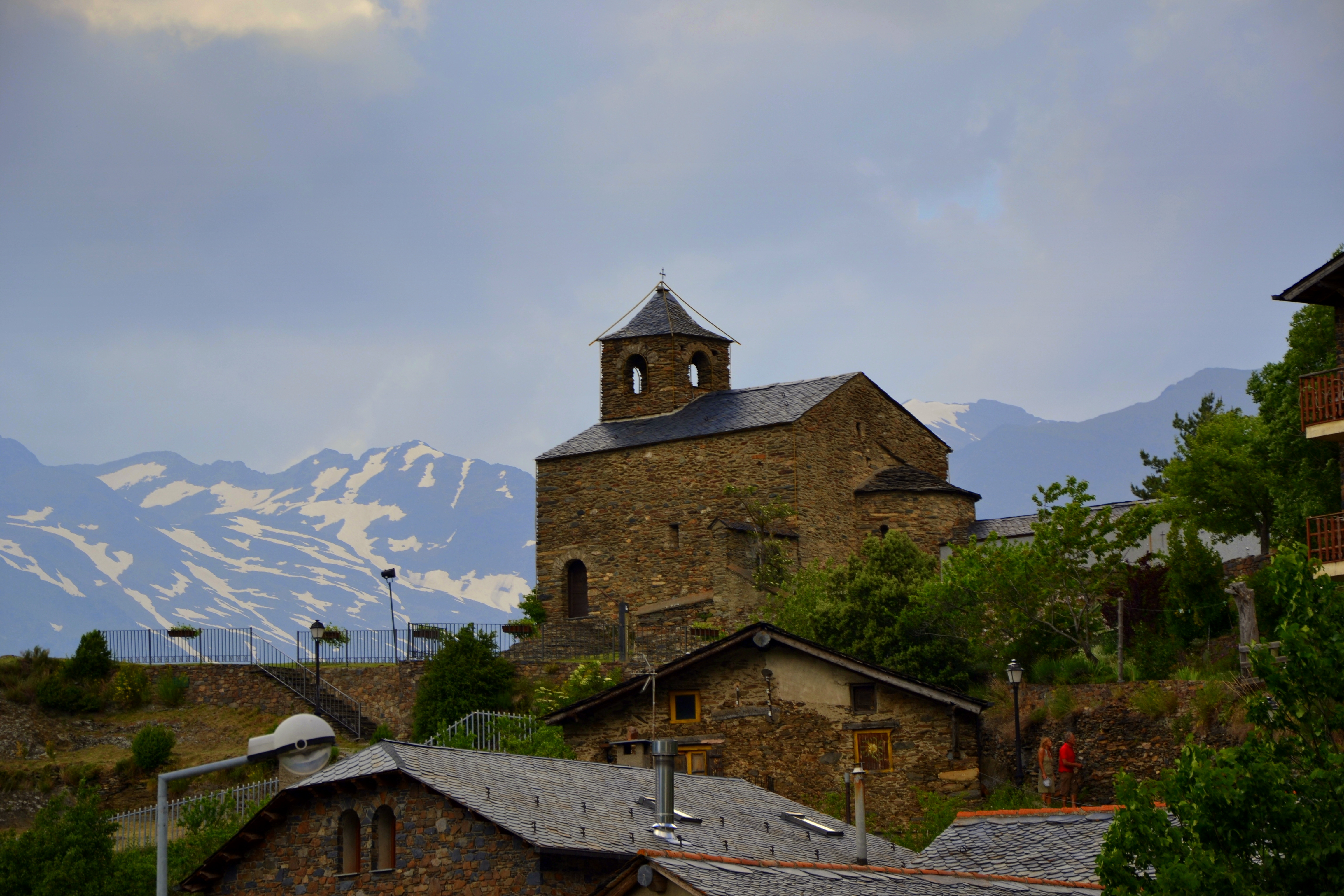
Église Sant Cristòfol

## Démographie
La population d'Anyós était estimée en 1838 à 65 habitants et à 100 habitants en 1875.

### Époque contemporaine
| 1984 | 1985 | 1986 | 1987 | 1988 | 1989 | 1990 | 1991 | 1992 |
| ---- | ---- | ---- | ---- | ---- | ---- | ---- | ---- | ---- |
| 126  | 119  | 136  | 154  | 171  | 197  | 243  | 308  | 325  |

| 1993 | 1994 | 1995 | 1996 | 1997 | 1998 | 1999 | 2000 | 2001 |
| ---- | ---- | ---- | ---- | ---- | ---- | ---- | ---- | ---- |
| 344  | 353  | 381  | 421  | 412  | 404  | 405  | 400  | 413  |

| 2002 | 2003 | 2004 | 2005 | 2006 | 2007 | 2008 | 2009 | 2010 |
| ---- | ---- | ---- | ---- | ---- | ---- | ---- | ---- | ---- |
| 418  | 451  | 483  | 527  | 583  | 640  | 635  | 667  | 726  |

| 2011 | 2012 | 2013 | 2014 | 2015 | 2016 | 2017 | 2018 | 2019 |
| ---- | ---- | ---- | ---- | ---- | ---- | ---- | ---- | ---- |
| 725  | 749  | 795  | 816  | 847  | 873  | 915  | 923  | 866  |

| 2020 | 2021 | - | - | - | - | - | - | - |
| ---- | ---- | - | - | - | - | - | - | - |
| 896  | 945  | - | - | - | - | - | - | - |